# Mercedes Benz 0-371
Mercedes Benz 0-371 y su antecesor O-370 es un modelo de autobús de pasajeros diseñado y construido en Brasil entre 1985 y 1994 Por Mercedes Benz Do Brasil Ltda.
A lo largo del tiempo en el cual se fabricó existieron 5 versiones: R (sólo disponible como monobloco), RS (disponible como monobloco y plataforma carrozable), RSD (disponible como monobloco y plataforma carrozable), RSL (sólo disponible como monobloco) y RSE (sólo disponible como plataforma carrozable).

## Diseño
El diseño fusiona la tradición transportista de Europa y Latinoamérica de aquella época. Ello se puede notar por la forma de la primera ventana de pasajeros, también al aumentar la distancia ente ésta y el toldo; y en los interiores, en donde se compartía una combinación de distintos tonos de marrones y anaranjados. Además tenían proveedor exclusivo de equipos de Aire Acondicionado; entre 1985 y 1991 trabajaron con Recrusul y entre 1992 y 1994 con Carrier.
En América Latina la configuración de asientos puede variar de acuerdo a los requerimientos de los compradores acorde a sus necesidades.

## Versiones Fabricadas
- Versión O-370/1R: La más básica y baja de la serie, cuenta con suspensión de ballestas en el tren trasero y resortes en el tren delantero (aunque desde 1992 comenzaron a incorporar suspensión neumática en el tren delantero). Tiene 11.2 metros de largo y cuenta con un motor OM-355/5A (entre 1985 y 1992) y OM-449A (entre 1992 y 1994) la configuración de asientos es de 40 con baño y 44 asientos sin baño.

- Versión O-370/1RS: La versión más vendida y conocida, cuenta con suspensión 100% neumática y tiene 12 metros de largo. Su planta motriz consiste en un motor OM-355/6A (entre 1985 y 1992) y OM-447LA (entre 1992 y 1994) la configuración de asientos varía entre los 40 y 46 asientos.

- Versión O-370/1RSD: La versión 6x2 de esta serie y la más alta; suspensión 100% neumática, 13.2 metros de largo y con planta motriz OM-355/6LA (entre 1985 y 1992) y OM-447LA (entre 1992 y 1994)

- Versión O-371RSL: La versión larga del O-371RS con 1.2 metros más, separación de cabina opcional y otros detalles. Cuenta con un motor OM-447LA y suspensión 100% neumática.

- Versión O-371RSE: La versión extendida (E) de la plataforma carrozable O-371RS, cuenta con suspensión 100% neumática y su planta motriz consiste en un motor OM-447LA, se fabricó entre 1992 y 1994.

- Datos: Q5550011